# کازوما کیریو
کازوما کیریو ((به انگلیسی: Kazuma Kiryu)) (به ژاپنی: 桐 生 一 馬) یک شخصیت داستانی و قهرمان اصلی در سری بازی‌های نقش آفرینی ژاپنی یاکوزا، اکشن و ماجراجویی سگا است. او به دلیل خالکوبی یک اژدها در پشت خود و عضو افسانه‌ای گروه یاکوزا معروف به خانواده دوجیما، با لقب «اژدهای دوجیما»، شناخته می‌شود.